# Xã Bloomfield, Quận Polk, Iowa
Xã Bloomfield (tiếng Anh: Bloomfield Township) là một xã thuộc quận Polk, tiểu bang Iowa, Hoa Kỳ. Năm 2010, dân số của xã này là 31.301 người.